# Gare de Coutances
Gare de Coutances vasútállomás Franciaországban, Coutances településen.

## Vasútvonalak
Az állomást az alábbi vasútvonalak érintik:
- Lison–Lamballe-vasútvonal
- Coutances à Sottevast

## Kapcsolódó állomások
A vasútállomáshoz az alábbi állomások vannak a legközelebb:
- Gare de Folligny (Gare de Lamballe, Lison–Lamballe-vasútvonal)
- Gare de Carantilly - Marigny (Gare de Lison, Lison–Lamballe-vasútvonal)